# Железная дорога по льду Ладожского озера
Железная дорога по льду Ладожского озера — железная дорога, которая должна была соединять блокадный Ленинград и большую землю в зимний период года. Предполагалось, что большая часть этой железной дороги пройдет по льду Ладожского озера.  Объект не был закончен в связи с прорывом блокады города в январе 1944 года. 

## История
Дорогу взялся проектировать легендарный ленинградский инженер, Иван Георгиевич Зубков. Этот выдающийся специалист приложил руку не только к первой очереди ленинградского метрополитена, но и почти ко всем военным инфраструктурным проектам, в итоге спасшим город. За считанные дни, командой специалистов под его руководством, были произведены расчёты, которые заставили поверить в невозможное. После тщательной подготовки и водолазных работ были выявлены наиболее удобные и безопасные участки для строительства железной дороги . По предложенному проекту, предполагалось что железная дорога соединит деревню Кобона и станцию «Ладожское озеро» на западном берегу Ладоги, через остров Зеленец. Протяженность железной дороги должна была составлять 35 км.
В конце ноября 1942 года с установлением прочного ледяного покрова было начато строительство путей. Для строительства было привлечено более 4 тысяч человек , в основном , женщины, и два батальона железнодорожных войск с необходимым оборудованием -ручными и электрическими копрами для забивки свай. Строительство шло следующим образом - во льдах проделывали отверстия под сваи и забивали их на глубину до 4 метров, далее сверху на сваи укладывали основание для путей. Пути были демонтированы с неработающих и эвакуированных предприятий Ленинграда. Например,Кировский завод дал железной дороге 1/3 часть всех путей. Строительство осложнялось тем, что в некоторых местах лед был очень хрупкий из за оттепелей, а так же каждый день на незащищенные участки дороги совершали налеты немецкие самолеты. В ходе строительства , в результате налетов и полыней, погибли сотни человек. С началом операции под кодовым названием «Искра», в ходе которой был освобожден довольно большой участок суши, было решено провести железнодорожные пути именно на сухопутном участке Ленинградского фронта.